# ماثياس مولر نيلسن
ماثياس مولر نيلسن (بالدنماركية: Mathias Møller Nielsen)‏ هو دراج دنماركي، ولد في 19 مارس 1994 في Gentofte Municipality ‏ في الدنمارك.

## وصلات خارجية
- ماثياس مولر نيلسن على موقع الاتحاد الدولي للدراجات (الإنجليزية)
- ماثياس مولر نيلسن على موقع أرشيف الدراجات (الإنجليزية)
- ماثياس مولر نيلسن على موقع إحصائيات الدراجات الإحترافية (الإنجليزية)
- ماثياس مولر نيلسن على موقع نسبة الدراجات (الإنجليزية)
- ماثياس مولر نيلسن على موقع أوليمبيديا (الإنجليزية)